# Hristo Tsvetanov
Hristo Tsvetanov (Христо Цветанов) est un joueur de volley-ball bulgare né le 29 avril 1978 à Tcherven Bryag. Il mesure 1,97 m et joue central.

## Clubs
| Club            | Pays     | De        | À         |
| --------------- | -------- | --------- | --------- |
| Lokomotiv Sofia | Bulgarie | 1997-1998 | 1997-1998 |
| Levski Sofia    | Bulgarie | 1998-1999 | 2002-2003 |
| Trente          | Italie   | 2003-2004 | 2003-2004 |
| Stade Poitevin  | France   | 2004-2005 | 2005-2006 |
| Olympiakos      | Grèce    | 2006-2007 | …         |

## Palmarès
- Championnat de Bulgarie (5)
  - Vainqueur : 1999, 2000, 2001, 2002, 2003
- Coupe de Bulgarie (3)
  - Vainqueur : 2000, 2001, 2003